# كلايتون اندروز
كلايتون اندروز (بالإنجليزية: Clayton Andrews)‏ هو لاعب كرة قاعدة أمريكي، ولد في 15 مايو 1978 في ديوندن في الولايات المتحدة.

## وصلات خارجية
- كلايتون اندروز على موقعبيزبول رفرنس.كوم (الدوري الرئيسي) (الإنجليزية)
- كلايتون اندروز على موقعبيزبول رفرنس.كوم (الدوري الثانوي) (الإنجليزية)
- كلايتون اندروز على موقع مشجعي الرسوم البيانية (الإنجليزية)